# Sex & the Single Mom
Sex & the Single Mom è un film TV statunitense diretto da Don McBrearty, distribuito dalla Sony Pictures Television e trasmesso l'8 settembre 2003 su Lifetime.